# 尚皮耶 (安德尔省)
尚皮耶（法語：Champillet，法語發音：[ʃɑ̃pijɛ]）是法国安德尔省的一个市镇，位于该省东南部，属于拉沙特尔区。

## 地理
尚皮耶（46°32'52"N, 2°6'50"E）面积6.94 平方千米，位于法国中央-卢瓦尔河谷大区安德尔省，该省份为法国中部省份，北起卢瓦-谢尔省，西北接安德尔-卢瓦尔省，西南接维埃纳省，南至克勒兹省和上维埃纳省，东临谢尔省。
与尚皮耶接壤的市镇（或旧市镇、城区）包括：弗西讷、蒙勒维克、拉莫特弗伊、内雷、于尔西耶。

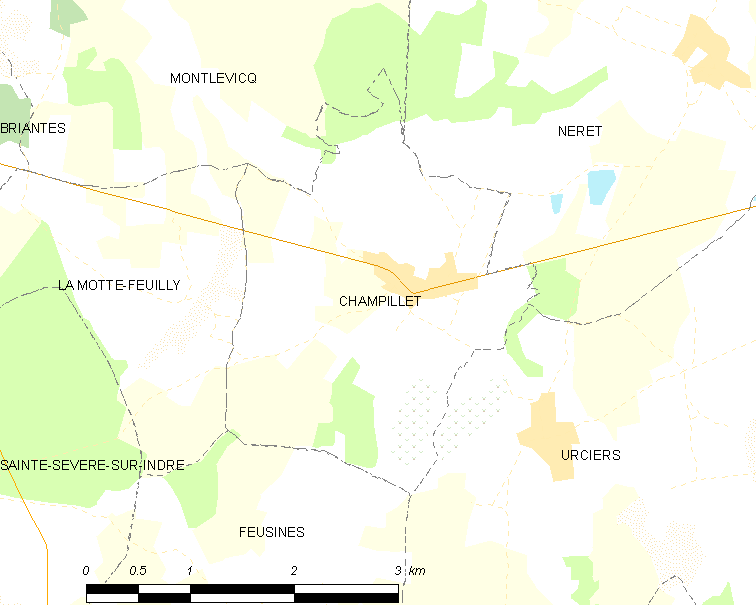
的OSM定位图

尚皮耶的时区为UTC+01:00、UTC+02:00（夏令时）。

## 行政
尚皮耶的邮政编码为36160，INSEE市镇编码为36038。

## 政治
尚皮耶所属的省级选区为拉沙特尔县。

## 人口

1962-2008年间人口变化图示

尚皮耶于2022年1月1日时的人口数量为126人。